# Tour del Lago Léman
El Tour del Lago Léman fue una carrera ciclista por etapas suiza disputada alrededor del Lago Léman. 
Creada en 1879 como amateur, fue disputada con regularidad hasta 1913, después anualmente de 1920 a 1939, de 1942 a 1955, de 1971 a 1977 y de 1996 a 2002. Después hubo dos ediciones más, esta vez profesionales, en 2004 en la categoría 1.5 (última categoría del profesionalismo) y en 2005 formando parte del UCI Europe Tour dentro de la categoría 1.2 (igualmente última categoría del profesionalismo), donde tras esta edición no se volvió a disputar nunca más.
El suizo Henri Suter posee el récord de victoria de esta prueba con cuatro logros.

## Palmarés
| Año                                                                  | Ganador               | Segundo               | Tercero              |
| -------------------------------------------------------------------- | --------------------- | --------------------- | -------------------- |
| 1879                                                                 | Ernest Metral         | Jean Grandjean        | Théodore Mottaz      |
| 1880                                                                 | Jean Grandjean        |                       | C. Bastard           |
| 1881                                                                 | Théodore Mottaz       | P. Brun               | J. Crombac           |
| 1882 edición no realizada                                            |                       |                       |                      |
| 1883                                                                 | Paul Bruel            | Justin Carrel         | Théodore Mottaz      |
| 1884                                                                 | Paul Bruel            | Eugène Parent         | Julien Maurer        |
| 1885                                                                 | Jean Müller           | Justin Carrel         | Théodore Mottaz      |
| 1886                                                                 | Eugène Parent         | Paul Bruel            | Jean Müller          |
| 1887                                                                 | Louis Masi            | Paul Bruel            | Julien Maurer        |
| 1888-1890 ediciones no realizadas                                    |                       |                       |                      |
| 1891                                                                 | Louis Masi            | Lucien Lesna          | Edgard De Beaumont   |
| 1892                                                                 | Louis Masi            | Francis Piguet        | Arthur Crombach      |
| 1893                                                                 | Arnold Bozino         | Francis Piguet        | Georges Roesch       |
| 1894                                                                 | Georges Roesch        | A. Piguet             | Charles Etter        |
| 1895                                                                 | Jacques Goncet        | Georges Roesch        |                      |
| 1896                                                                 | Jacques Goncet        | Emile Barrot          | Edouard Strobino     |
| 1897                                                                 | Arnold Bozino         | Charles Calame        | Jean Bron            |
| 1898                                                                 | Charles Calame        | Louis Rossy           | F. Cunha             |
| 1899                                                                 | Henri Pérollaz        | Charles Calame        | Louis Rossy          |
| 1900                                                                 | August Marforio       | Louis Rossy           | T. Dufour            |
| 1901                                                                 | Louis Rossy           | Albert Bosshardt      | T. Dufour            |
| 1902                                                                 | August Marforio       | Eugene Chabloz        |                      |
| 1903                                                                 | Ernst Meurer          | Jean-Pierre Montmège  | Albert Bosshardt     |
| 1904                                                                 | Marcel Lequatre       | Emil Maring           |                      |
| 1905                                                                 |                       | René Berger           | Henri Rheinwald      |
| 1906                                                                 | Marcel Lequatre       | Giuseppe Mora         |                      |
| 1907                                                                 | Henri Rheinwald       |                       | Riccardo Maffeo      |
| 1908                                                                 | Hans-Heinrich Gaugler | Henri Rheinwald       | Marcel Lequatre      |
| 1909                                                                 | Marcel Lequatre       | Hans-Heinrich Gaugler | François Leclerc     |
| 1910                                                                 | Marcel Perrière       | Charles Guyot         | Riccardo Maffeo      |
| 1911                                                                 | Marcel Perrière       | Marius Budry          | Marcel Lequatre      |
| 1912                                                                 | Henri Rheinwald       | Marcel Perrière       | Riccardo Maffeo      |
| 1913                                                                 | Otto Wiedmer          | Charles Guyot         | Marcel Perrière      |
| 1914-1919 ediciones no realizadas debido a la Primera Guerra Mundial |                       |                       |                      |
| 1920                                                                 | Henri Rheinwald       | Otto Wiedmer          | Francois Francescone |
| 1921                                                                 | Franco Giorgetti      | Heiri Suter           | Riccardo Maffeo      |
| 1922                                                                 | Costante Girardengo   | Gaetano Belloni       | Heiri Suter          |
| 1923                                                                 | Pietro Bestetti       | Heiri Suter           | Henri Guillod        |
| 1924                                                                 | Heiri Suter           | Henri Reymond         | Kastor Notter        |
| 1925                                                                 | Marcel Perrière       | Gustav Lauppi         | Charles Perriere     |
| 1926                                                                 | Alfred Saccomani      | Albert Blattmann      | Henri Guillod        |
| 1927                                                                 | Heiri Suter           | Kastor Notter         | Georg Antenen        |
| 1928                                                                 | Georg Antenen         | Albert Blattmann      | Ernst Meier          |
| 1929                                                                 | Heiri Suter           | Ernest Ambro          | Alfred Saccomani     |
| 1930                                                                 | Heiri Suter           | Albert Blattmann      | Alfred Saccomani     |
| 1931                                                                 | Max Bulla             | Ernst Meier           | Albert Büchi         |
| 1932                                                                 | Georg Antenen         | Karl Altenburger      | Henri Wullschleger   |
| 1933                                                                 | Albert Büchi          | Karl Altenburger      | Alfred Siegel        |
| 1934                                                                 | Walter Blattmann      | Alfred Bula           | Roger Pipoz          |
| 1935                                                                 | Karl Altenburger      | Roger Strebel         | Edgar Hehlen         |
| 1936                                                                 | Ernst Bühler          | Alfred Bula           | Hans Martin          |
| 1937                                                                 | Werner Buchwalder     | Edgar Buchwalder      | Max Bolliger         |
| 1938                                                                 | François Neuens       | Hans Martin           | Kurt Stettler        |
| 1939                                                                 | Robert Lang           | Leo Amberg            | Karl Wyss            |
| 1940-1941 ediciones no realizadas debido a la Segunda Guerra Mundial |                       |                       |                      |
| 1942                                                                 | André Hardegger       | Edgar Buchwalder      | Hans Martin          |
| 1943                                                                 | Hans Knecht           | Josef Wagner          | Fritz Saladin        |
| 1944 edición no realizada debido a la Segunda Guerra Mundial         |                       |                       |                      |
| 1945                                                                 | Hans Maag             | Hans Martin           | Gottfried Weilenmann |
| 1946                                                                 | Robert Lang           | Ernst Näf             | Karl Litschi         |
| 1947                                                                 | Emilio Croci Torti    | Éloi Tassin           | Joseph Magnani       |
| 1948                                                                 | Dominique Torelli     | Hans Lanz             | Gottfried Weilenmann |
| 1949                                                                 | Fritz Schär           | Ernst Stettler        | Fritz Zbinden        |
| 1950                                                                 | Fritz Zbinden         | Pasquale Fornara      | René Cador           |
| 1951                                                                 | Armin von Büren       | Heinz Müller          | Charles Guyot        |
| 1952                                                                 | Ferdinand Kübler      | Gino Bartali          | Giovanni Corrieri    |
| 1953                                                                 | Armin von Büren       | Eugen Kamber          | Walter Diggelmann    |
| 1954                                                                 | Remo Pianezzi         | Max Schellenberg      | Fritz Zbinden        |
| 1955                                                                 | Alcide Vaucher        | Hans Hobin            | Remo Pianezzi        |
| 1956-1970 se realizaron ediciones amateur                            |                       |                       |                      |
| 1971                                                                 | Norbert Krapf         | Roberto Puttini       | Otto Bruhin          |
| 1972                                                                 | John Hugentobler      | René Leuenberger      | Bruno Hubschmid      |
| 1973                                                                 | Fausto Stiz           | Robert Thalmann       | Werner Fretz         |
| 1974                                                                 | Iwan Schmid           | Roland Salm           | Louis Pfenninger     |
| 1975                                                                 | René Leuenberger      | Hansjörg Aemisegger   | René Grelin          |
| 1976 edición no realizada                                            |                       |                       |                      |
| 1977                                                                 | Bruno Wolfer          | Daniel Gisiger        | Antonio Ferretti     |
| 1978-1995 ediciones no realizadas                                    |                       |                       |                      |
| 1996                                                                 | Stefano Faustini      | Biagio Conte          | Laurent Dufaux       |
| 1997                                                                 | Chris Newton          | Daniel Schnider       | Alexander Äschbach   |
| 1998                                                                 | Glenn Magnusson       | Markus Zberg          | Gino Paolini         |
| 1999                                                                 | Bruno Boscardin       | Frédéric Bessy        | Sébastien Laroche    |
| 2000                                                                 | Andris Nauduzs        | Alexandr Usov         | Martin Bolt          |
| 2001                                                                 | Steve Zampieri        | Stefan Rütimann       | Roger Beuchat        |
| 2002                                                                 | Filippo Pozzato       | Mijailo Jalilov       | Luigi Giambelli      |
| 2003 edición no realizada                                            |                       |                       |                      |
| 2004                                                                 | Dmitri Konyschew      | Mauro Santambrogio    | Dimitry Gainetdinov  |
| 2005                                                                 | Jonas Ljungblad       | Rene Mandri           | Rémi Pauriol         |

## Palmarés por países
| País        | Victorias |
| ----------- | --------- |
| Suiza       | 64        |
| Italia      | 7         |
| Suecia      | 3         |
| Rusia       | 2         |
| Austria     | 1         |
| Alemania    | 1         |
| Luxemburgo  | 1         |
| Reino Unido | 1         |
| Letonia     | 1         |